# Villa Poma
Villa Poma és un municipi situat al territori de la província de Màntua, a la regió de la Llombardia, (Itàlia).
Villa Poma limita amb els municipis de Magnacavallo, Pieve di Coriano, Poggio Rusco, Revere, San Giovanni del Dosso i Schivenoglia.
Pertany al municipi la frazione de Ghisione

## Galeria

Localització de Villa Poma a la província de Màntua